# Temporada 2019 del fútbol colombiano
La Temporada 2019 del fútbol colombiano abarca todas las actividades relativas a campeonatos de fútbol profesional, nacionales e internacionales, disputados por clubes colombianos, y por las selecciones nacionales de este país en sus diversas categorías.

## Torneos locales

### Categoría Primera A

#### Torneo Apertura
- Final

| Fecha                                                                                                   | Ciudad       | Equipo local    | Resultado      | Equipo visitante |
| --- | ------------ | --------------- | -------------- | ---------------- |
| 8 de junio                                                                                              | Barranquilla | Junior          | 1 : 0          | Deportivo Pasto  |
| 12 de junio                                                                                             | Bogotá       | Deportivo Pasto | 1 : 0 (4:5 p.) | Junior           |
| Junior se coronó campeón con un marcador global de 1:1 y ganando 5:4 en los tiros desde el punto penal. |              |                 |                |                  |

| Bandera de Colombia          |
| Campeón Junior Noveno título |

#### Torneo Finalización
- Final

| Fecha                                                            | Ciudad       | Equipo local    | Resultado | Equipo visitante |
| ---------------------------------------------------------------- | ------------ | --------------- | --------- | ---------------- |
| 1 de diciembre                                                   | Barranquilla | Junior          | 0 : 0     | América de Cali  |
| 7 de diciembre                                                   | Cali         | América de Cali | 2 : 0     | Junior           |
| América de Cali se coronó campeón con un marcador global de 2:0. |              |                 |           |                  |

| Bandera de Colombia                         |
| Campeón América de Cali Decimocuarto título |

#### Tabla de reclasificación
En la tabla de reclasificación se lleva a cabo la sumatoria de puntos de los clubes en todos los partidos de los dos torneos de primera división —el Apertura y el Finalización (incluyendo fases finales)—, con el objetivo de definir los equipos clasificados de Colombia a los torneos internacionales de Conmebol para el siguiente año. Los cupos a torneos internacionales se distribuirán de la siguiente manera:
- Copa Libertadores: Colombia 1 y Colombia 2 (que clasificarán directamente a fase de grupos) corresponderán a los campeones del Apertura 2019 y Finalización 2019, respectivamente. El cupo de Colombia 3 lo tomará el mejor ubicado en la reclasificación (no campeón de Apertura, Finalización o Copa Colombia) y Colombia 4 será para el campeón de la Copa Colombia 2019.
- Copa Sudamericana: Colombia 1, Colombia 2, Colombia 3 y Colombia 4 irán a los cuatro siguientes clubes mejor ubicados en la tabla de reclasificación (no campeones de Apertura, Finalización o Copa Colombia), respectivamente. Los cuatro clasificados empezarán el torneo desde la primera fase.

Nota: En caso de que haya un mismo campeón en los torneos Apertura y Finalización, a la Copa Libertadores irán el 1° y 2° en reclasificación no campeones. De otra forma, si uno de los campeones del Torneo Apertura y Finalización queda campeón de Copa Colombia, el cupo Colombia 4 de la Copa Libertadores lo tomará el segundo mejor ubicado en la reclasificación no campeón.

| Pos. | Equipos                     | PJ | PG | PE | PP | GF | GC | Dif. | Pts. |
| ---- | --------------------------- | -- | -- | -- | -- | -- | -- | ---- | ---- |
| 1.   | América de Cali (F)         | 54 | 27 | 11 | 16 | 75 | 58 | 17   | 92   |
| 2.   | Junior (A) (SL)             | 56 | 22 | 24 | 10 | 61 | 43 | 18   | 90   |
| 3.   | Deportes Tolima             | 52 | 23 | 16 | 13 | 67 | 43 | 24   | 85   |
| 4.   | Deportivo Cali              | 52 | 22 | 13 | 17 | 68 | 57 | 11   | 79   |
| 5.   | Atlético Nacional           | 52 | 20 | 18 | 14 | 67 | 53 | 14   | 78   |
| 6.   | Millonarios                 | 46 | 22 | 12 | 12 | 61 | 47 | 14   | 78   |
| 7.   | Deportivo Pasto             | 48 | 18 | 16 | 14 | 55 | 43 | 12   | 70   |
| 8.   | Cúcuta Deportivo            | 46 | 18 | 9  | 19 | 56 | 63 | -7   | 63   |
| 9.   | Alianza Petrolera           | 46 | 14 | 18 | 14 | 39 | 41 | -2   | 60   |
| 10.  | Independiente Medellín (CC) | 40 | 16 | 11 | 13 | 62 | 50 | 12   | 59   |
| 11.  | Once Caldas                 | 40 | 15 | 11 | 14 | 46 | 36 | 10   | 56   |
| 12.  | Santa Fe                    | 46 | 12 | 18 | 16 | 44 | 42 | 2    | 54   |
| 13.  | Patriotas                   | 40 | 12 | 14 | 14 | 39 | 51 | -12  | 50   |
| 14.  | Envigado F. C.              | 40 | 10 | 17 | 13 | 45 | 48 | -3   | 47   |
| 15.  | Atlético Bucaramanga        | 40 | 11 | 13 | 16 | 40 | 49 | -9   | 46   |
| 16.  | Unión Magdalena             | 46 | 11 | 12 | 23 | 40 | 66 | -26  | 45   |
| 17.  | La Equidad                  | 40 | 8  | 18 | 14 | 40 | 46 | -6   | 42   |
| 18.  | Rionegro Águilas            | 40 | 9  | 15 | 16 | 42 | 57 | -15  | 40   |
| 19.  | Jaguares                    | 40 | 8  | 14 | 18 | 31 | 61 | -30  | 38   |
| 20.  | Atlético Huila              | 40 | 6  | 17 | 17 | 32 | 56 | -24  | 35   |

Fuente: Web oficial de Dimayor
|  | Clasificado a la Fase de grupos de Copa Libertadores 2020.  |
|  | Clasificado a la Segunda fase de la Copa Libertadores 2020. |
|  | Clasificado a la Primera fase de la Copa Sudamericana 2020. |

| (CC) | Campeón de la Copa Colombia 2019.         |
| (A)  | Campeón del Torneo Apertura 2019.         |
| (F)  | Campeón del Torneo Finalización 2019.     |
| (SL) | Campeón de la Superliga de Colombia 2019. |

##### Representantes en competición internacional
| Clasificado como | Copa Libertadores 2020 | Copa Sudamericana 2020 |
| ---------------- | ---------------------- | ---------------------- |
| Colombia 1       | Junior                 | Deportivo Cali         |
| Colombia 2       | América de Cali        | Atlético Nacional      |
| Colombia 3       | Deportes Tolima        | Millonarios            |
| Colombia 4       | Independiente Medellín | Deportivo Pasto        |

#### Tabla del descenso
Los ascensos y descensos en el fútbol colombiano se definen por la Tabla de descenso, la cual promedia las campañas: 2017-I, 2017-II, 2018-I, 2018-II, 2019-I y 2019-II. Los puntos de la tabla se obtienen de la división del puntaje total entre partidos jugados, únicamente en la fase de todos contra todos. Los dos últimos equipos en dicha tabla descenderán a la Categoría Primera B, siendo reemplazados en la siguiente temporada por el campeón y subcampeón de la segunda categoría.
| Pos. | Equipos                | PJ  | GF  | GC  | Dif. | Pts. | Prom. |
| ---- | ---------------------- | --- | --- | --- | ---- | ---- | ----- |
| 20.  | Atlético Huila (D)     | 118 | 102 | 138 | -36  | 131  | 1.11  |
| 19.  | Unión Magdalena (D)    | 118 | 124 | 163 | -39  | 132  | 1.119 |
| 18.  | Jaguares               | 118 | 103 | 150 | -47  | 136  | 1.153 |
| 17.  | Rionegro Águilas       | 118 | 111 | 145 | -34  | 136  | 1.153 |
| 16.  | Envigado F. C.         | 118 | 121 | 144 | -23  | 137  | 1.161 |
| 15.  | Alianza Petrolera      | 118 | 120 | 144 | -24  | 143  | 1.212 |
| 14.  | Patriotas              | 118 | 108 | 137 | -29  | 144  | 1.22  |
| 13.  | Deportivo Pasto        | 118 | 125 | 128 | -3   | 145  | 1.229 |
| 12.  | Cúcuta Deportivo       | 118 | 139 | 166 | -27  | 147  | 1.246 |
| 11.  | Atlético Bucaramanga   | 118 | 121 | 134 | -13  | 151  | 1.28  |
| 10.  | La Equidad             | 118 | 120 | 111 | 9    | 156  | 1.322 |
| 9.   | Once Caldas            | 118 | 131 | 131 | 0    | 161  | 1.364 |
| 8.   | Santa Fe               | 118 | 123 | 98  | 25   | 169  | 1.432 |
| 7.   | América de Cali        | 118 | 141 | 132 | 9    | 174  | 1.475 |
| 6.   | Deportivo Cali         | 118 | 153 | 126 | 27   | 178  | 1.508 |
| 5.   | Millonarios            | 118 | 151 | 114 | 37   | 187  | 1.585 |
| 4.   | Junior                 | 118 | 148 | 101 | 47   | 187  | 1.585 |
| 3.   | Deportes Tolima        | 118 | 156 | 116 | 40   | 189  | 1.602 |
| 2.   | Independiente Medellín | 118 | 181 | 135 | 46   | 197  | 1.669 |
| 1.   | Atlético Nacional      | 118 | 162 | 87  | 75   | 224  | 1.898 |

Fuente: Web oficial de Dimayor
| (D) | Descenso a la Categoría Primera B para la temporada 2020. |

##### Cambios de categoría
|  | Unión Magdalena Atlético Huila |

|  | Deportivo Pereira Boyacá Chicó |

### Liga Profesional Femenina
| Fecha                                                            | Ciudad   | Equipo local           | Resultado | Equipo visitante       |
| ---------------------------------------------------------------- | -------- | ---------------------- | --------- | ---------------------- |
| 24 de septiembre                                                 | Cali     | América de Cali        | 2 : 0     | Independiente Medellín |
| 30 de septiembre                                                 | Medellín | Independiente Medellín | 2 : 1     | América de Cali        |
| América de Cali se coronó campeón con un marcador global de 3:2. |          |                        |           |                        |

| Colombia                              |
| Campeón América de Cali Primer título |

### Categoría Primera B
|                                          |
| Colombia                                 |
| Campeón Deportivo Pereira Segundo título |

- Repechaje

| Fecha                                                                 | Ciudad | Equipo local | Resultado | Equipo visitante |
| --------------------------------------------------------------------- | ------ | ------------ | --------- | ---------------- |
| 1 de diciembre                                                        | Tuluá  | Cortuluá     | 0 : 0     | Boyacá Chicó     |
| 6 de diciembre                                                        | Tunja  | Boyacá Chicó | 1 : 0     | Cortuluá         |
| Boyacá Chicó obtuvo el segundo ascenso con un marcador global de 1:0. |        |              |           |                  |

### Copa Colombia
| Fecha                                                                   | Ciudad   | Equipo local           | Resultado | Equipo visitante       |
| ----------------------------------------------------------------------- | -------- | ---------------------- | --------- | ---------------------- |
| 2 de noviembre                                                          | Palmira  | Deportivo Cali         | 2 : 2     | Independiente Medellín |
| 6 de noviembre                                                          | Medellín | Independiente Medellín | 2 : 1     | Deportivo Cali         |
| Independiente Medellín se coronó campeón con un marcador global de 4:3. |          |                        |           |                        |

|                                               |
| Colombia                                      |
| Campeón Independiente Medellín Segundo título |

### Superliga de Colombia
| Fecha                                                                                                   | Ciudad       | Equipo local    | Resultado      | Equipo visitante |
| --- | ------------ | --------------- | -------------- | ---------------- |
| 23 de enero                                                                                             | Barranquilla | Junior          | 1 : 2          | Deportes Tolima  |
| 27 de enero                                                                                             | Ibagué       | Deportes Tolima | 0 : 1 (0:3 p.) | Junior           |
| Junior se coronó campeón con un marcador global de 2:2 y ganando 3:0 en los tiros desde el punto penal. |              |                 |                |                  |

| Colombia                     |
| Campeón Junior Primer título |

### Torneos de carácter formativo

#### Supercopa Juvenil FCF
- Final

| Fecha                                                        | Ciudad | Equipo local    | Resultado | Equipo visitante |
| ------------------------------------------------------------ | ------ | --------------- | --------- | ---------------- |
| 15 de noviembre                                              | Ibagué | Deportes Tolima | 0 : 0     | Millonarios      |
| 25 de noviembre                                              | Bogotá | Millonarios     | 3 : 1     | Deportes Tolima  |
| Millonarios se coronó campeón con un marcador global de 3:1. |        |                 |           |                  |

|                                |
| Bandera de Colombia            |
| Campeón Millonarios 2.º título |

## Torneos internacionales

### Copa Libertadores
| Equipo                 | Fase final               | Pts. | PJ | PG | PE | PP | GF | GC | Dif. | Rend.  |
| ---------------------- | ------------------------ | ---- | -- | -- | -- | -- | -- | -- | ---- | ------ |
| Deportes Tolima        | Fase de grupos (Grupo G) | 8    | 6  | 2  | 2  | 2  | 7  | 8  | -1   | 44,4 % |
| Junior                 | Fase de grupos (Grupo F) | 3    | 6  | 1  | 0  | 5  | 1  | 8  | -7   | 16,7 % |
| Atlético Nacional      | Fase 3                   | 7    | 4  | 2  | 1  | 1  | 2  | 1  | 1    | 58,3 % |
| Independiente Medellín | Fase 2                   | 2    | 2  | 0  | 2  | 0  | 2  | 2  | 0    | 33,3 % |

### Copa Libertadores Femenina
| Equipo                 | Fase final               | Pts. | PJ | PG | PE | PP | GF | GC | Dif. | Rend.  |
| ---------------------- | ------------------------ | ---- | -- | -- | -- | -- | -- | -- | ---- | ------ |
| América de Cali        | 3.° lugar                | 12   | 6  | 4  | 0  | 2  | 14 | 11 | 3    | 66,7 % |
| Atlético Huila         | Cuartos de final         | 9    | 4  | 3  | 0  | 1  | 10 | 5  | 5    | 75 %   |
| Independiente Medellín | Fase de grupos (Grupo D) | 4    | 3  | 1  | 1  | 1  | 8  | 3  | 5    | 44,4 % |

### Copa Sudamericana
| Equipo            | Fase final       | Pts. | PJ | PG | PE | PP | GF | GC | Dif. | Rend.  |
| ----------------- | ---------------- | ---- | -- | -- | -- | -- | -- | -- | ---- | ------ |
| La Equidad        | Cuartos de final | 14   | 8  | 4  | 2  | 2  | 10 | 8  | 2    | 58,3 % |
| Atlético Nacional | Segunda fase     | 3    | 2  | 1  | 0  | 1  | 2  | 4  | -2   | 50 %   |
| Rionegro Águilas  | Segunda fase     | 5    | 4  | 1  | 2  | 1  | 5  | 6  | -1   | 41,7 % |
| Deportivo Cali    | Segunda fase     | 4    | 4  | 1  | 1  | 2  | 2  | 4  | -2   | 33,3 % |
| Deportes Tolima   | Segunda fase     | 1    | 2  | 0  | 1  | 1  | 0  | 1  | -1   | 16,7 % |
| Once Caldas       | Primera fase     | 1    | 2  | 0  | 1  | 1  | 1  | 3  | -2   | 16,7 % |

## Selección nacional masculina

### Mayores

#### Partidos de la Selección mayor en 2019
| Fecha            | Lugar                                             | Rival         | Marcador | Competencia            | Goles de Colombia                                                |
| ---------------- | ------------------------------------------------- | ------------- | -------- | ---------------------- | ---------------------------------------------------------------- |
| 22 de marzo      | Estadio Internacional de Yokohama Yokohama, Japón | Japón         | 1 : 0    | Amistoso internacional | 64' Radamel Falcao García                                        |
| 26 de marzo      | Seúl, Corea del Sur                               | Corea del Sur | 1 : 2    | Amistoso internacional | 48' Luis Enrique Díaz                                            |
| 3 de junio       | Estadio El Campín Bogotá, Colombia                | Panamá        | 3 : 0    | Amistoso internacional | 6' William Tesillo · 38' Luis Muriel · 45' Radamel Falcao García |
| 9 de junio       | Estadio Nacional del Perú Lima, Perú              | Perú          | 3 : 0    | Amistoso internacional | 23' 65' Mateus Uribe · 90 + 4' Duván Zapata                      |
| 15 de junio      | Arena Fonte Nova Salvador, Bahia, Brasil          | Argentina     | 2 : 0    | Copa América 2019      | 71' Roger Martínez · 86' Duván Zapata                            |
| 19 de junio      | Estadio Morumbi São Paulo, Brasil                 | Catar         | 1 : 0    | Copa América 2019      | 86' Duván Zapata                                                 |
| 23 de junio      | Arena Fonte Nova Salvador, Bahia, Brasil          | Paraguay      | 1 : 0    | Copa América 2019      | 31' Gustavo Cuéllar                                              |
| 28 de junio      | Arena Corinthians São Paulo, Brasil               | Chile         | 0 : 0    | Copa América 2019      |                                                                  |
| 6 de septiembre  | Miami Gardens, Estados Unidos                     | Brasil        | 2 : 2    | Amistoso internacional | 25' 34' Luis Muriel                                              |
| 10 de septiembre | Tampa, Estados Unidos                             | Venezuela     | 0 : 0    | Amistoso internacional |                                                                  |
| 10 de octubre    | Alicante, España                                  | Chile         | 0 : 0    | Amistoso internacional |                                                                  |
| 15 de octubre    | Lille, Francia                                    | Argelia       | 0 : 3    | Amistoso internacional |                                                                  |
| 15 de noviembre  | Miami, Estados Unidos                             | Perú          | 1 : 0    | Amistoso internacional | 90 + 3' Alfredo Morelos                                          |
| 19 de noviembre  | New Jersey, Estados Unidos                        | Ecuador       | 1 : 0    | Amistoso internacional | 42' Mateus Uribe                                                 |

#### Copa América
| Equipo             | Fase Final       | Pts. | PJ | PG | PE | PP | GF | GC | Dif. | Rend. |
| ------------------ | ---------------- | ---- | -- | -- | -- | -- | -- | -- | ---- | ----- |
| Selección nacional | Cuartos de final | 10   | 4  | 3  | 1  | 0  | 4  | 0  | 4    | 83,3% |

### Sub-20

#### Campeonato Sudamericano de Fútbol Sub-20
| Equipo                    | Pts. | PJ | PG | PE | PP | GF | GC | Dif. | Rend.  |
| ------------------------- | ---- | -- | -- | -- | -- | -- | -- | ---- | ------ |
| Selección nacional Sub-20 | 12   | 9  | 3  | 3  | 3  | 4  | 3  | 1    | 44,4 % |

- Resultado final: 4° lugar. Clasificado a la Copa Mundial de Fútbol Sub-20

Grupo A
| Equipo    | Pts | PJ | PG | PE | PP | GF | GC | Dif. |
| --------- | --- | -- | -- | -- | -- | -- | -- | ---- |
| Venezuela | 9   | 4  | 3  | 0  | 1  | 5  | 3  | +2   |
| Brasil    | 7   | 4  | 2  | 1  | 1  | 3  | 2  | +1   |
| Colombia  | 7   | 4  | 2  | 1  | 1  | 2  | 1  | +1   |
| Chile     | 4   | 4  | 1  | 1  | 2  | 3  | 4  | -1   |
| Bolivia   | 1   | 4  | 0  | 1  | 2  | 1  | 4  | -3   |

| 17 de enero de 2019, 17:10 | Venezuela | 1:0 (0:0) | Colombia | Estadio El Teniente, Rancagua  |                                |
|                            | Sosa 68'  | Reporte   |          | Árbitro(s): Fernando Rapallini | Árbitro(s): Fernando Rapallini |

| 19 de enero de 2019, 17:10 | Colombia | 0:0     | Brasil | Estadio El Teniente, Rancagua |                             |
|                            |          | Reporte |        | Árbitro(s): Leodán González   | Árbitro(s): Leodán González |

| 21 de enero de 2019, 19:30 | Colombia   | 1:0 (0:0) | Bolivia | Estadio El Teniente, Rancagua |                          |
|                            | Angulo 62' | Reporte   |         | Árbitro(s): Joel Alarcón      | Árbitro(s): Joel Alarcón |

| 25 de enero de 2019, 19:30 | Chile | 0:1 (0:0) | Colombia     | Estadio El Teniente, Rancagua   |                                 |
|                            |       | Reporte   | Cuesta 90+6' | Árbitro(s): Mario Díaz de Vivar | Árbitro(s): Mario Díaz de Vivar |

Fase final
| Equipo    | Pts | PJ | PG | PE | PP | GF | GC | Dif |
| --------- | --- | -- | -- | -- | -- | -- | -- | --- |
| Ecuador   | 10  | 5  | 3  | 1  | 1  | 6  | 2  | 4   |
| Argentina | 9   | 5  | 3  | 0  | 2  | 7  | 4  | 3   |
| Uruguay   | 8   | 5  | 2  | 2  | 1  | 6  | 5  | 1   |
| Colombia  | 5   | 5  | 1  | 2  | 2  | 2  | 2  | 0   |
| Brasil    | 5   | 5  | 1  | 2  | 2  | 3  | 5  | -2  |
| Venezuela | 4   | 5  | 1  | 1  | 3  | 3  | 9  | -6  |

| 29 de enero de 2019, 17:30 | Brasil | 0:0     | Colombia | Estadio El Teniente, Rancagua |                          |
|                            |        | Reporte |          | Árbitro(s): Joel Alarcón      | Árbitro(s): Joel Alarcón |

| 1 de febrero de 2019, 17:30 | Argentina     | 1:0 (1:0) | Colombia | Estadio El Teniente, Rancagua |                        |
|                             | Álvarez 45+1' | Reporte   |          | Árbitro(s): Diego Haro        | Árbitro(s): Diego Haro |

| 4 de febrero de 2019, 19:50 | Ecuador       | 1:0 (0:0) | Colombia | Estadio El Teniente, Rancagua |                        |
|                             | Campana 90+5' | Reporte   |          | Árbitro(s): Piero Maza        | Árbitro(s): Piero Maza |

| 7 de febrero de 2019, 22:10 | Venezuela | 0:2 (0:1) | Colombia               | Estadio El Teniente, Rancagua   |                                 |
|                             |           | Reporte   | Reyes 26' · Angulo 56' | Árbitro(s): Mario Díaz de Vivar | Árbitro(s): Mario Díaz de Vivar |

| 10 de febrero de 2019, 17:30 | Colombia | 0:0     | Uruguay | Estadio El Teniente, Rancagua |                        |
|                              |          | Reporte |         | Árbitro(s): Diego Haro        | Árbitro(s): Diego Haro |

#### Copa Mundial de Fútbol Sub-20
| Equipo                    | Pts. | PJ | PG | PE | PP | GF | GC | Dif. | Rend.  |
| ------------------------- | ---- | -- | -- | -- | -- | -- | -- | ---- | ------ |
| Selección nacional Sub-20 | 7    | 5  | 2  | 1  | 2  | 9  | 4  | +5   | 46,6 % |

### Sub-17

#### Campeonato Sudamericano de Fútbol Sub-17
| Equipo                    | Pts. | PJ | PG | PE | PP | GF | GC | Dif. | Rend. |
| ------------------------- | ---- | -- | -- | -- | -- | -- | -- | ---- | ----- |
| Selección nacional Sub-17 | 0    | 4  | 0  | 0  | 4  | 4  | 13 | -9   | 0 %   |

### Sub-15

#### Campeonato Sudamericano de Fútbol Sub-15
| Equipo                    | Pts. | PJ | PG | PE | PP | GF | GC | Dif. | Rend. |
| ------------------------- | ---- | -- | -- | -- | -- | -- | -- | ---- | ----- |
| Selección nacional Sub-15 | 10   | 7  | 3  | 1  | 3  | 12 | 9  | +3   | 47,6% |

## Selección nacional femenina

### Mayores

#### Partidos de la Selección mayor en 2019
| Fecha           | Lugar                                                       | Rival      | Marcador           | Competencia            | Goles de Colombia                                                                |
| --------------- | ----------------------------------------------------------- | ---------- | ------------------ | ---------------------- | -------------------------------------------------------------------------------- |
| 4 de abril      | Complejo deportivo de la Federación Peruana Lima, Perú      | Perú       | 2 : 0              | Amistoso internacional | 12' Isabella Echeverri · 66' Yisela Cuesta                                       |
| 8 de abril      | Estadio San Marcos Lima, Perú                               | Perú       | 4 : 0              | Amistoso internacional | 54' Mayra Ramírez · 70' Yisela Gómez · 80' Aranza Vega · 90'+1' Manuela González |
| 16 de mayo      | Centro deportivo de la Universidad de Chile Santiago, Chile | Chile      | 2 : 0              | Amistoso internacional | 18' Mayra Ramírez · 45'+1' Marcela Restrepo                                      |
| 19 de mayo      | Estadio Nacional Julio Martínez Prádanos Santiago, Chile    | Chile      | 1 : 1              | Amistoso internacional | 90'+2' Marcela Restrepo                                                          |
| 28 de julio     | Estadio San Marcos Lima, Perú                               | Paraguay   | 0 : 0              | Juegos Panamericanos   | No hubo                                                                          |
| 31 de julio     | Estadio San Marcos Lima, Perú                               | Jamaica    | 2 : 0              | Juegos Panamericanos   | 58' 85' Leicy Santos                                                             |
| 3 de agosto     | Estadio San Marcos Lima, Perú                               | México     | 2 : 2              | Juegos Panamericanos   | 26' Isabella Echeverri · 36' Manuela Vanegas                                     |
| 6 de agosto     | Estadio San Marcos Lima, Perú                               | Costa Rica | 4 : 3              | Juegos Panamericanos   | 30' Leicy Santos · 33' Natalia Gaitán · 68' Diana Ospina · 93' Catalina Usme     |
| 9 de agosto     | Estadio San Marcos Lima, Perú                               | Argentina  | 1 : 1 7 : 6 (pen.) | Juegos Panamericanos   | 33' Catalina Usme                                                                |
| 9 de noviembre  | Predio AFA de Ezeiza Buenos Aires, Argentina                | Argentina  | 0 : 1              | Amistoso internacional | No hubo                                                                          |
| 12 de noviembre | Predio AFA de Ezeiza Buenos Aires, Argentina                | Argentina  | 2 : 2              | Amistoso internacional | 27' Manuela Pavi · 50' Sara Martínez                                             |

#### Juegos Panamericanos
| Equipo                      | Pts. | PJ | PG | PE | PP | GF | GC | Dif. | Rend. |
| --------------------------- | ---- | -- | -- | -- | -- | -- | -- | ---- | ----- |
| Selección nacional femenina | 9    | 5  | 2  | 3  | 0  | 9  | 6  | 3    | 60 %  |

| Bandera de Colombia     |
| Campeón Colombia        |
| ----------------------- |
| 1.° título Panamericano |